# Vologases III de Partia

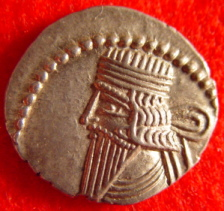
Moneda con la efigie de Vologases III.

Vologases III (del parto Walagash) fue rey del Imperio Parto desde el año 110 hasta el 147. Era hijo y sucesor del rey Vologases II de Partia (años 78–110).
Durante los primeros tiempos de su reinado, Vologases III luchó contra los herederos legítimos de Pacoro II: Osroes I (105–129) y Mitrídates IV (129–140), quienes gobernaban la Mesopotamia; por lo que este período se vio sumido en una guerra civil. Osroes y Mitrídates presentaron un importante desafío para Vologases III, puesto que este ya se hallaba ocupado por varios conflictos con los romanos, en especial con la invasión del Emperador Trajano (98–117).
Vologases III consiguió extender su dominio a lo largo de la mayor parte de Partia tras el fallecimiento de Osroes I; sin embargo, aún debió enfrentar a Mitrídates IV, las incursiones de los nómadas alanos a Capadocia, Armenia y Media, y una rebelión en Irán encabezada por un usurpador de nombre desconocido, circa 140.
Luego de la muerte de Vologases III el reino de los partos finalmente fue unido una vez más por Vologases IV de Partia (147–191), hijo de su rival Mitrídates IV.

## Nombre
Vologases es la forma griega y latina del nombre parto Walagash. El nombre también está atestiguado en idioma persa como Balāsh y en medio persa Wardākhsh (también deletreado Walākhsh). La etimología del nombre no está clara. El orientalista alemán Ferdinand Justi ha sugerido que el nombre podría significar "fuerza".

## Reinado

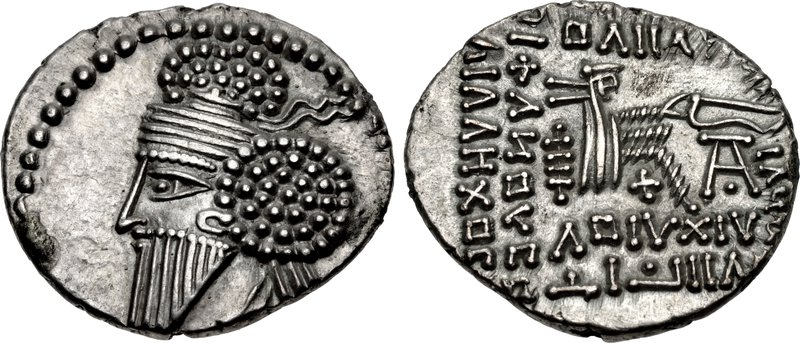
Moneda representando a Osroes I,

Vologases III era hijo de Vologases II (r. 78-110). Durante los últimos años del reinado de Pacoro, Vologases III cogobernó con él. Un contendiente parto llamado Osroes I apareció en 109. Pacorus murió en el mismo año, y fue sucedido por Vologases III, quien continuó la lucha de su padre con Osroes I por la corona de Partia Osroes logré apoderarse de la parte occidental del imperio, incluida Mesopotamia, mientras que Vologases III gobernó en el este. Osroes I violó el Tratado de Rhandeia con los romanos al depositar al hermano de Vologases III, Axidares, y al nombrar al último hermano Parthamasiris como rey de Armenia en 113. Esto le dio al emperador romano Trajano (r. 98-117) el pretexto para invadir el dominio de Partia y aprovechar la guerra civil en curso entre Vologases III y Osroes I. Trajano conquistó Armenia y la convirtió en una provincia romana en 114. En 116, Trajano capturó Seleucia del Tigris y Ctesifonte, las capitales de los partos. Trajano llegó incluso hasta el Golfo Pérsico, donde obligó al gobernante vasallo parto del Characeno, Attambelos VII, a rendir homenaje. Temiendo una revuelta de los partos, Trajano instaló al hijo de Osroes I, Parthamaspates, en el trono de Ctesifonte.

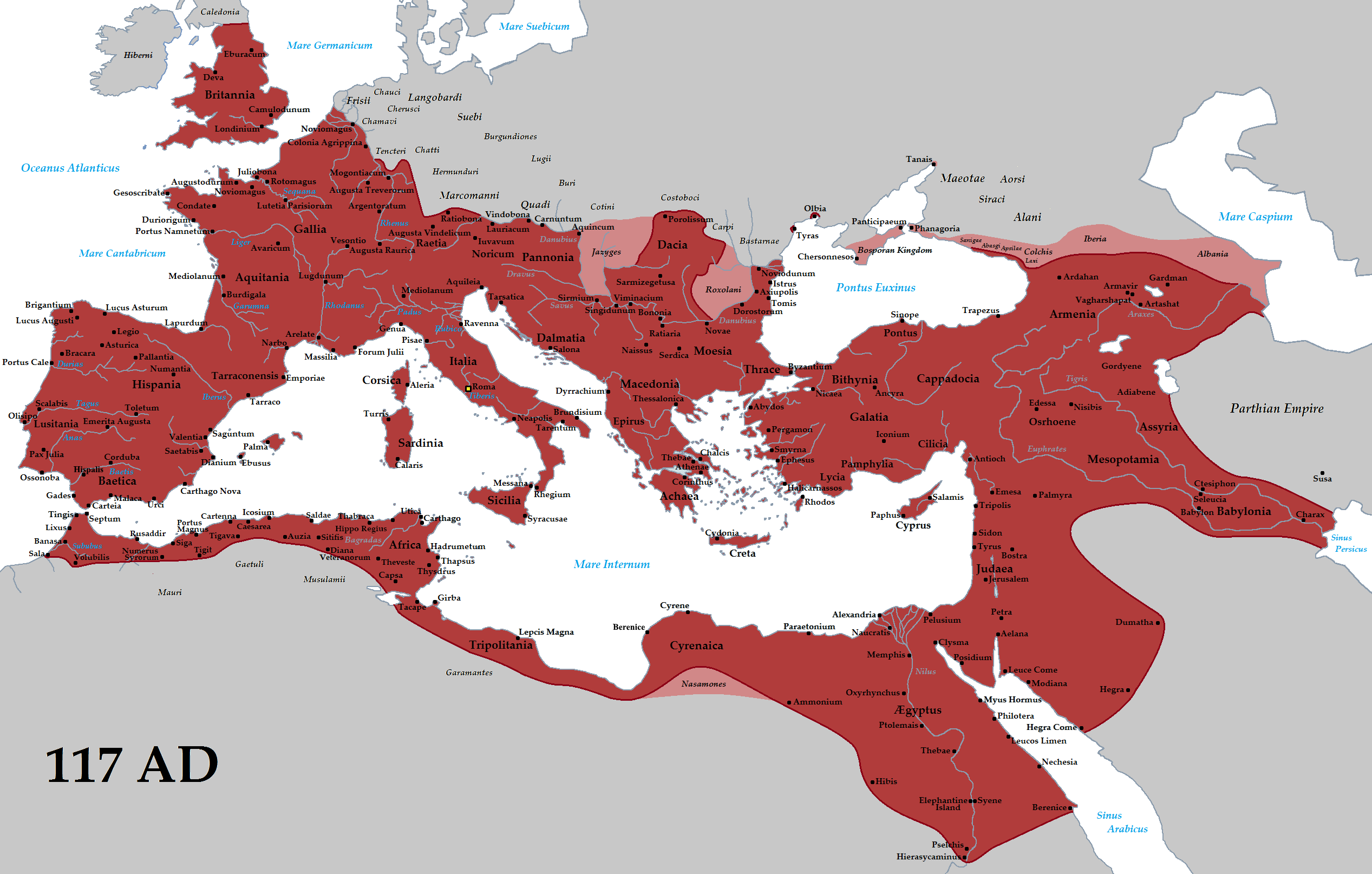
Extensión del Imperio Romano bajo Trajano, año 117

Sin embargo, estas ganancias fueron de corta duración; se produjeron revueltas en todos los territorios conquistados, con los babilonios y los judíos expulsando a los romanos de Mesopotamia, y los armenios causaron problemas bajo el liderazgo de cierto Sanatruk. Después de la muerte de Trajano en 117, los partos sacaron Parthamaspates del trono y restablecieron a Osroes I. El sucesor de Trajano, Adriano (r. 117–138) renunció a los restos de las conquistas de Trajano en el este, y reconoció el Tratado de Rhandeia, con el príncipe parto Vologases convirtiéndose en el nuevo rey de Armenia. El estado debilitado de la parte occidental del Imperio de Partia le dio a Vologases III, cuyos dominios orientales estaban intactos, la oportunidad de recuperar el territorio perdido incautado por Osroes I.
Vologases III finalmente logró eliminar a Osroes I del poder en 129. Sin embargo, poco después, apareció un nuevo contendiente llamado Mitrídates V. Vologases III también enfrentó nuevos desafíos en otros lugares; en 134, el rey de Iberia, Farasmanes II (r. 117-138) hizo que los alanos nómadas invadieran los dominios de los partos y romanos. Llegaron hasta Albania Caucásica, Media, Armenia y también Capadocia; finalmente fueron repelidos dos años después después de muchos obstáculos y costos económicos elevados. En el este, Vologases III buscó aumentar las acciones políticas y militares como respuesta a la ampliación del Imperio Kushan. Vologases III derrotó y depuso a Mitrídates V en el año 140.

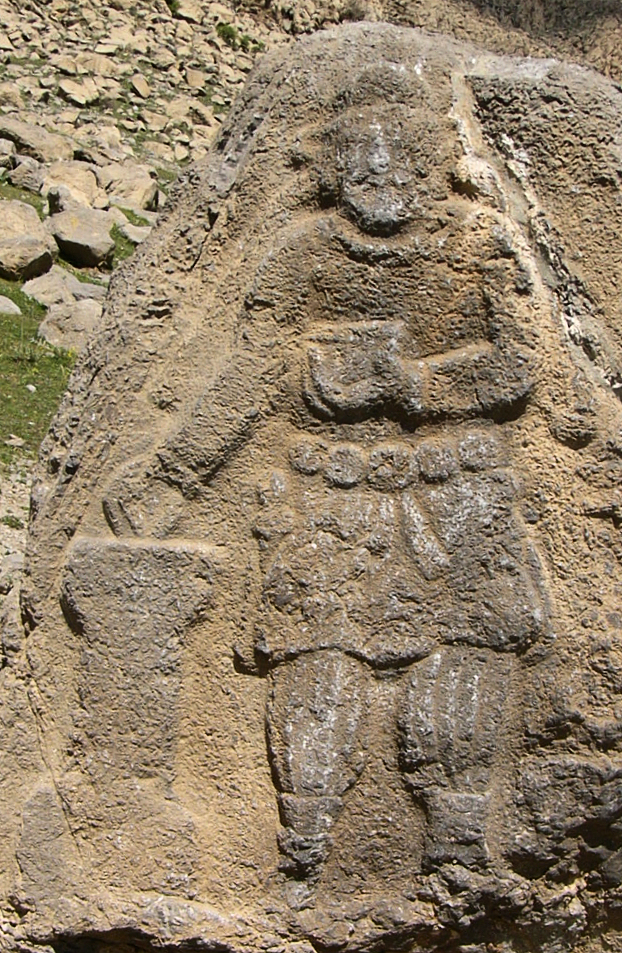
El rey parto Vologases III en un relieve en Behistún

Bajo el sucesor de Adriano, Antonino Pío (r. 138-161), se produjo un disturbio después de que los romanos designaron un nuevo rey en Armenia. Sin embargo, Vologases III no protestó, ya sea por no ser lo suficientemente poderoso, o posiblemente porque no quería poner en peligro el próspero comercio de larga distancia, del que el estado parto estaba obteniendo grandes ingresos. Vologases III fue sucedido por el hijo de Mithridates V Vologases IV en 147.

## Monedas y relieves rocosos
Bajo Pacoro II, el uso de la imagen de la diosa griega Tique en el reverso de las monedas partas se hizo más regular que el del rey sentado con un arco, específicamente en las monedas de menta de Ecbatana. Esto fue revertido bajo Vologases III. En raras ocasiones, se representa un templo de fuego en el reverso de sus monedas. En el anverso de sus monedas hay un retrato de él usando la misma tiara que su padre. Un relieve rocoso en el monte Behistun retrata a un monarca parto, muy probablemente Vologases III.

| Predecesor: Pacoro II y Mitrídates IV | Sah de Partia (de la Dinastía Arsácida) 105 – 147 | Sucesor: Vologases IV |